# Bitwa pod Chojnicami (1657)
Bitwa pod Chojnicami miała miejsce 2 stycznia 1657 roku w rejonie Chojnic w czasie potopu szwedzkiego pomiędzy wojskami polskimi i szwedzkimi.
W końcu 1656 roku przebywający pod Gdańskiem Jan Kazimierz został odcięty od reszty kraju. Ponieważ prowadził wówczas ważne pertraktacje z francuskim posłem Antonim de Lumbresem, do Gdańska pragnęła dotrzeć królowa Ludwika Maria. Dowiedziawszy się o tym Karol X Gustaw zamierzał kurtuazyjnie przepuścić polską monarchinię, jednak Ludwika Maria nie chciała korzystać z pomocy nieprzyjaciela i poprosiła o pomoc stojącego w Piotrkowie Trybunalskim Stefana Czarnieckiego.
Czarniecki możliwie jak najszybciej przybył do Wolborza, gdzie czekała na niego Ludwika Maria i stąd rozpoczęła się wyprawa do Gdańska. Gdy Czarniecki wkroczył do Chojnic, 31 grudnia dołączyły do niego wojska hetmanów koronnych (wielkiego Stanisława „Rewery” Potockiego i polnego Stanisława Lanckorońskiego). Dzień po nowym roku, nocą z 2 stycznia na 3 stycznia, szwedzka straż przednia dowodzona przez pułkownika Rutgera von Aschenberga niespodziewanie zaatakowała część wojsk koronnych (pułk Konstantego Wiśniowieckiego, chorągwie Sobieskiego i Koniecpolskiego). Doszło do walk, podczas których nawet Ludwika Maria znalazła się w niebezpieczeństwie w chwili szwedzkiego ataku na tabor wozowy. Królowa musiała opuścić karetę i udać się do najbliższej kwatery.
Po zapewnieniu bezpieczeństwa królowej wszystkie wojska polskie zaczęły szykować się do bitwy, jednak Aschenberg w porę wycofał się, ścigany przez Czarnieckiego. W pościgu tym zabito ok. 300 Szwedów, pojmano wielu z nich oraz zdobyto 3 chorągwie. Reszta Szwedów zdołała schronić się w zamku człuchowskim. Na wieść o nadciągających siłach głównych dowodzonych przez Karola Gustawa, wojska polskie wycofały się w stronę Nakła i 7 stycznia stanęły w Grocholinie. Tam królowa zażądała, by Jana Kazimierza wydostać z Gdańska. Poparł ją Czarniecki, jednak hetmani sprzeciwili się, tłumacząc, że wojsko jest wygłodzone i nieopłacone. W tej sytuacji Ludwika Maria za własne pieniądze przeciągnęła na swą stronę wielu hetmańskich podwładnych, co pozwoliło kontynuować gdańską wyprawę. 8 stycznia z obozu pod Kcynią Czarniecki wraz z królową ruszył na Gdańsk na czele 6000 jazdy, zachęconej obietnicą żołdu od królowej i dużej zaliczki.